# Кахетинский округ
Кахетинский округ (груз. კახეთის ოლქი) — один из округов СССР, единица административного деления Грузинской ССР, существовавшая с сентября 1929 по июль 1930 года. Административный центр — село Гурджаани.
Образован постановлением ВЦИК и СНК Грузинской ССР от 11 июля 1929 года на территории упразднённого Кахетинского уезда.
Кахетинский округ был разделён на 5 районов: Гурджаанский, Телавский, Сигнахский, Лагодехский и Кварельский.
Кахетинский округ граничил с Тифлисским округом, Азербайджанской ССР и РСФСР.
По постановлению ЦИК и СНК СССР от 23 июля 1930 года Кахетинский округ, как и большинство остальных округов СССР, был упразднён, а входящие в его состав районы переданы в прямое подчинение Грузинской ССР.